# 捍卫婚姻法案
捍卫婚姻法案（简称DOMA）是一項美国联邦法律，允許各州拒絕承認在其它州合法的同性婚姻。直到這項法案的第三章在2013年被判定違憲前，捍卫婚姻法案讓同性婚姻的伴侶在聯邦法上彼此不具有「配偶」的身份，也無法享受聯邦的婚姻福利。
捍卫婚姻法案最初在1996年5月由共和黨提出，接著在1996年9月於参议院和众议院均获得多数赞成票，最后于1996年9月6日由时任总统比尔·克林顿签署通过。該法案將「配偶」定義限制在异性恋之間的婚姻，其中第三章规定同性婚姻在联邦层面不受任何认可，包括保险、雇员、伴侣间的社會保險受益人、移民和联合报税。:23–24
克林顿卸任之后，改变了对捍卫婚姻法案的看法，他和一些律师以及部分原支持法案的民主黨人建议对该法案进行重审。
2013年6月26日，美国最高法院依据美国宪法第五修正案以5：4的比率裁定捍卫婚姻法案第三章违宪。

## 背景
同性婚姻議題在1980年代後期開始受到美國主流社會的關注。一位同志運動家傑克·貝克（Jack Baker）在與另一名男性申請婚姻證書遭拒後，於1970年控告明尼蘇達州政府。這項訴訟（貝克訴尼爾森案）在明尼蘇達最高法院裁定將婚姻限定在異性伴侶之間並未違反美國憲法後結束。貝克之後改名為派特·林·麥康乃爾（Pat Lynn McConnell），並與他的男性伴侶在1971年結婚，但兩人的婚姻並不受到法律的認可。在1972年，一部外百老匯舞台劇《Nightride》描寫了「黑人與白人間的同性婚姻」。1979年，同志聖公會組織IntegrityUSA在美国圣公会考慮禁止同性戀者擔任聖職後提出了抗議。
《紐約時報》認為同性婚姻議題在1980年代晚期之前是「絕非沉寂不動的」，根據同志運動家表示「由於愛滋病的傳染⋯將繼承遺產和死亡後的福利政策問題帶上了檯面。」

## 法案内容
法案主要内容如下：
第一章 簡短法案名稱
本法案得以「捍衛婚姻法案」（Defense of Marriage Act）之名被引用。
第二章 各州的保留权利
任何州、地区、属地或印地安保留地都不得被要求承认被其它州、地区、属地或印地安保留地所通过的任何公共法案、记录、判决所认定的同性婚姻以及由此婚姻延伸出的权利。
第三章 婚姻的定义（本章已被最高法院裁定違憲）
在任何国会法案、任何规定、任何条例或美国任何局及机构的解释中，婚姻一词的意义仅限于分别作为丈夫和妻子的一男一女的合法结合，配偶一词仅指在异性婚姻中作为丈夫或妻子的人。

## 立法
捍衛婚姻法案由喬治亞州的共和黨眾議員鮑勃·巴爾（Bob Barr）起草，並在1996年5月7日向眾議院提出。隨後，奧克拉荷馬州共和黨參議員唐·尼克斯（Don Nickles）將法案遞交至參議院。眾議院司法委員會表示這項國會法案是為了「回應和推崇道德標準共識，並表達在道德上對同性戀的不認同」。國會中該法案支持者宣稱「這項修正美國法典的法案將更清楚地定義200多年來聯邦法律被理解的方式；婚姻是一名男性和一名女性的以丈夫和妻子的身份進行合法結盟，配偶是指性別相反的丈夫或妻子。」法案得到當時幾乎全部共和黨和超過一半民主黨的國會議員支持，並取得三分之二絕對多數的通過，使總統難以否決法律。
尼克斯表示「如果某些州希望承認同性婚姻，他們可以這麼做。」他說這項法案將確保「其他49州不需這麼做，聯邦政府也不需這麼做」反對法案的科羅拉多州代表派翠西亞·史基羅德（Patricia Schroeder）認為「你不能用一條法規來修改憲法。那是大家都知道的。這只是擾亂政治的池水，看看能釋放出什麼樣的仇恨。」巴爾則認為美國憲法中的完全信任與信用條款（Full Faith and Credit Clause）賦予國會權利來決定各州對其他州「完全信任」後的「影響」。
1996年共和黨大會對於捍卫婚姻法案表達了支持，但只引用了其第二章的內容並宣稱「我們拒絕扭曲（反歧視）法案來涵蓋性取向，且我們支持捍卫婚姻法案以防止各州必須被迫承認同性間的結盟。」而同年的民主黨大會則沒有提到捍卫婚姻法案或婚姻議題。

## 廢除
2022年6月，保守派大法官佔多數的美國最高法院以現行案例推翻過往保障女性墮胎權判決後，民主共和兩黨國會議員為避免最高法院會再推翻保障同性婚姻權判決而在同年7月與11月分別在參眾兩院通過聯邦法《尊重婚姻法》（尊重婚姻法案），該法廢除將婚姻定義為一男一女結合的「捍卫婚姻法案」，雖然並未要求各州需立同性婚姻法，但要求各州承認在外地結婚的同性伴侶，同年12月13日美國總統喬·拜登也迅速簽署立法。

## 克林頓總統的角色
1996年6月，在同性戀雜誌《倡导》的一段專訪中，美國總統比爾·柯林頓表示「我對同性婚姻保持反對。我相信婚姻是一項男性與女性之間結盟的制度。這是我長久以來的看法，我也沒有重新審視或考慮。」同年柯林頓在一封回應民眾的信件中寫道「提出這個議題是造成分化且不必要的。」柯林頓簽署法案後並無召開記者會，也不容許記者就他簽署的情況進行拍攝。他在2004年出版的《我的人生》回憶錄也無提及。而同年柯林頓成功連任後，他於1997年首次出席同性戀權利組織人權運動，並於其後提名多名同性戀外交官出任大使。
克林頓卸任後投書《華盛頓郵報》表示，他簽署時“時空背景不同”。他說，當時美國沒有任何一州承認同性婚姻，儘管已有部分人士朝這個方向努力。當時絕大部分美國人均反對同性婚姻。克林頓于2009年7月公開表達支持。
2013年克林頓在Tribeca電影節上推薦了同志紀錄片電影Bridegroom，曾在柯林頓時期擔任白宮助理目前領導全美最著名同性戀人權團體-「人權運動」（Human Rights Campaign）的葛里芬（Blake Griffin）表示：「柯林頓對於同性婚姻議題立場的轉變，就如同其他美國人的轉變。」

### 備註
1. ↑  關於這齣舞台劇的劇評，請參閱：Barnes, Clive. . New York Times. 1971-12-10  [2012-02-07].
2. ↑  關於1967年這起事件的神學背景，請參見：Fiske, Edward B. . New York Times. 1967-12-03  [2012-02-07].
3. ↑  原文："all but dormant"
4. ↑  原文："You can't amend the Constitution with a statute. Everybody knows that. This is just stirring the political waters and seeing what hate you can unleash."
5. ↑  原文："We reject the distortion of [anti-discrimination] laws to cover sexual preference, and we endorse the Defense of Marriage Act to prevent states from being forced to recognize same-sex unions."